# Hirasa approximaria
Hirasa approximaria là một loài bướm đêm trong họ Geometridae.